# Кринки (Україна)
Кринки́ — село в Україні, у Олешківській міській громаді Херсонського району Херсонської області. Населення до повномасштабного вторгнення Росії в Україну становило 991 особу.

## Назва
Назва села походить від великої кількості криниць у цій місцевості.

## Герб
У лазуровому щиті із золотою базою три понижених золотих хвилеподібних нитяних балки. Поверх всього соняшник із чорною серцевиною та золотим листям.

## Літературно-меморіальний музей Остапа Вишні
У селі двічі побував Остап Вишня, він приїжджав сюди на полювання та риболовлю. З легкої руки Остапа Вишні його вислів: «Хто в Крим, а я — у Кринки» — став крилатим.
Уперше Остап Вишня приїжджав у 1955 році. У серпні-вересні 1956 року, разом з дружиною Варварою Олексіївною, Остап Вишня знову відпочивав у Кринках. Багато рибалив, працював над оповіданнями, але знаходив час для зустрічей з місцевими людьми. Багато хто з них став героєм розповідей його безсмертних «Мисливських усмішок».
Завдяки Остапові Вишні в Кринках побували, гостюючи в нього, Микола Бажан, Володимир Сосюра, Максим Рильський, Андрій Малишко, Ванда Василевська, Олександр Корнійчук.
20 вересня Остап Вишня поїхав до Києва, а 28 вересня 1956 року його не стало. По смерті Остапа Вишні його ім'ям назвали місцевий будинок культури та турбазу.
З ініціативи колишнього директора сільської школи Федора Федоровича Білоуса мазанку під очеретяним дахом на турбазі, де жив письменник, перетворили на будинок-музей.
Згодом турбаза стала занепадати. Профспілки викупили та відремонтували турбазу, і в 1989 році, на 100-річчя від народження Остапа Вишні, відкрили музей, встановили бюст письменника.
Будинок, у якому жив Остап Вишня, довго був музеєм, але з плином часу він зазнавав дедалі більших змін. У даху були величезні дірки, підлога прогнила. У такому вигляді будівля перебувала довго. 2020 року садибу було відновлено на новому місці, зі збереженням давніх архітектурних традицій і з використанням усіх відповідних матеріалів того часу. У червні 2023 року будинок було затоплено внаслідок підриву дамби Каховської ГЕС.

## Російсько-українська війна
У перший день повномасштабного російського вторгнення в Україну, 24 лютого 2022 року, село було окуповане російськими військами.
6 червня 2023 року, внаслідок підриву дамби Каховської ГЕС, було затоплено через близькість до нижньої течії річки Дніпро..
14 жовтня 2023 року неподалік села детонував склад російських боєприпасів.
В кінці жовтня 2023 року бійці 35-тої окремої бригади морської піхоти висадилися та захопили плацдарм у селі. У лютому 2024 року ЗСУ підняли в селі прапор України, у населеному пункті продовжувалися бої.
7 квітня 2024 року, поблизу села, російські військові здійснили черговий воєнний злочин проти українського цивільного населення і розстріляли трьох українських військово-полонених, розпочато розслідування за фактом порушення законів та звичаїв війни, поєднаного з умисним вбивством та порушенням Женевських конвенцій.
Наприкінці червня 2024 року Сили Оборони України вийшли з селища, бої тривали на островах поруч.

## Населення
Згідно з переписом УРСР 1989 року, чисельність наявного населення села становила 874 особи, з яких 399 чоловіків та 475 жінок.
За переписом населення України 2001 року, у селі мешкала 991 особа.

Внаслідок бойових дій спричинених Російським вторгненням в Україну впродовж 2022—2024 років село повністю спорожніло.

### Мова
Розподіл населення за рідною мовою за даними перепису 2001 року:
| Мова            | Кількість | Відсоток |
| --------------- | --------- | -------- |
| українська      | 894       | 90.21 %  |
| російська       | 92        | 9.28 %   |
| інші/не вказали | 5         | 0.51 %   |
| Усього          | 991       | 100 %    |